# Cibotium
Cibotium (que deriva del grec kibootion, que significa capsa) és un gènere amb 11 espècies de falgueres arbòries—subjecte taxonòmicament a molta revisió.

## Taxonomia
- Cibotium arachnoideum
- Cibotium assamicum
- Cibotium barometz (L.) J.Sm. - Corder vegetal de Tartària (Xina, oest de la Península Malaia)
- Cibotium chamissoi Kaulf. - Hawaii, Hāpuʻu ʻiʻi[1]
- Cibotium cumingii  Kunze, 1841 (Filipines, Taiwan)
- Cibotium glaucum (Sm.) Hook. & Arn. - Hawaii, Hāpuʻu pulu[2]
- Cibotium guatemalense
- Cibotium horridum
- Cibotium menziesii Hook. i Arn., 1844 - Hawaiian tree fern, Hāpuʻu ʻiʻi
- Cibotium nealiae  - Hawaii, Hāpuʻu
- Cibotium regale  - Royal cibotium
- Cibotium schiedei  - Mèxic
- Cibotium splendens
- Cibotium sumatranum